# Mercado Municipal de Pinheiros
O Mercado Municipal de Pinheiros, com a denominação oficial de Mercado Municipal Engenheiro João Pedro de Carvalho Neto é um mercadão de varejo localizado no distrito de Pinheiros, na cidade de São Paulo.

## História
Pedro Christe do Nascimento e sua esposa, Maria Francisca de Oliveira, eram importantes proprietários da região da Vila de Pinheiros durante o século XIX, e com o objetivo de incentivar o comércio local, que ocorria sobretudo com a Vila de Cotia, criaram em sua propriedade um pouso para tropeiros, no qual ocorria também o comércio de mulas, o qual passou a ser chamado de "Mercado dos Caipiras". Este, por sua vez, daria origem ao Mercado Municipal de Pinheiros. 
Pedro Christe e sua mulher, ao formalizarem a doação da área, na escritura pública lavrada em 7 de dezembro de 1909, impuseram como condição única a de que "o próprio seria de uso exclusivo dos produtores para venderem ao público suas mercadorias" e que "nunca sairia daquele local o Mercado, pois, caso contrário, reverteria o terreno para os herdeiros seus".
Inaugurado em 10 de agosto de 1910, inicialmente era localizado onde hoje é a Avenida Brigadeiro Faria Lima, próximo ao Largo da Batata. Algumas décadas depois, devido à construção da Avenida Brigadeiro Faria Lima, foi deslocado para a Rua Pedro Cristi, nº 89, a qual recebe esse nome em homenagem ao fundador do primeiro Mercado de Pinheiros, que também construiu a Paróquia Nossa Senhora do Monte Serrat, e possuía a própria olaria, dentre outras coisas. 
O novo edifício foi construído em dois andares para poder abrigar os 4.000 m² de área de vendas. Em 1º de março de 1971, o mercado foi reinaugurado. Possui 39 boxes divididos em: empório (venda de cereais, grãos, condimentos e especiarias, enlatados em geral, etc.), mercearia, frios e laticínios, charutaria, quitanda (venda de frutas, verduras e legumes), açougue, lanchonete, peixaria, avícola, cereais e floricultura.
Em dezembro de 2000 foi realizada a reforma estrutural (hidráulica, elétrica, pintura interna e externa, troca e impermeabilização do piso). Em 2006, foi construído um deck no segundo andar, e, em 2007, o telhado foi reformado.

## Atualidade
Aproximadamente 400 pessoas passam pelo mercado diariamente e em dezembro, esse número chega a cerca de 1000 pessoas por dia.